# Marcus Ostorius Scapula (Konsul 99)
Marcus Ostorius Scapula war ein im 1. und 2. Jahrhundert n. Chr. lebender Angehöriger des römischen Senatorenstandes.
Durch ein Militärdiplom, das auf September 99 datiert ist, ist belegt, dass Scapula zusammen mit Quintus Fulvius Gillo Bittius Proculus Suffektkonsul war; die beiden Konsuln übten ihr Amt von September bis Oktober aus. Durch eine Münze ist nachgewiesen, dass er Statthalter (Proconsul) der Provinz Asia war; vermutlich war er im Amtsjahr 114/115 Statthalter.